# Maybach Zeppelin DS 8
Maybach Zeppelin DS 8 — модель люкс-класу німецької компанії Maybach з 12-циліндровим мотором, що був подальшим розвитком моделі Maybach Zeppelin DS 7, Maybach 12. Модель виготовляла впродовж 1930–1940 років під керівництвом Карла Майбаха.

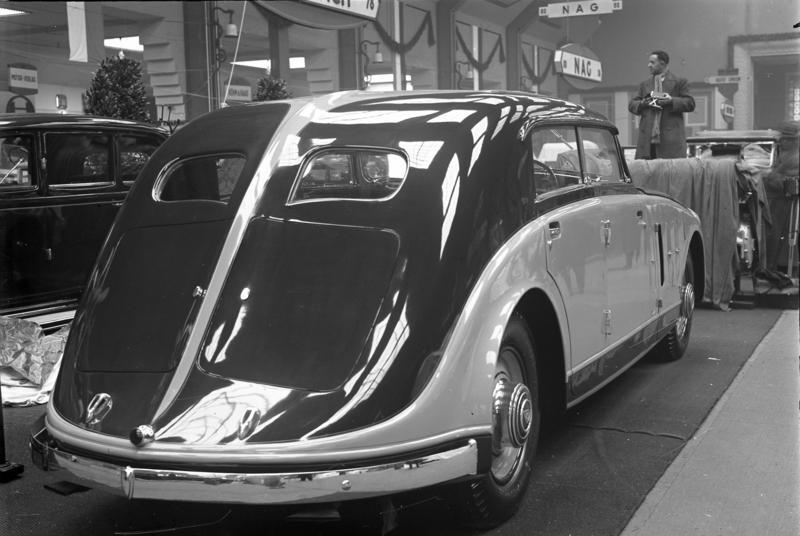
Maybach Zeppelin DS 8. Кузов Spohn. 1933

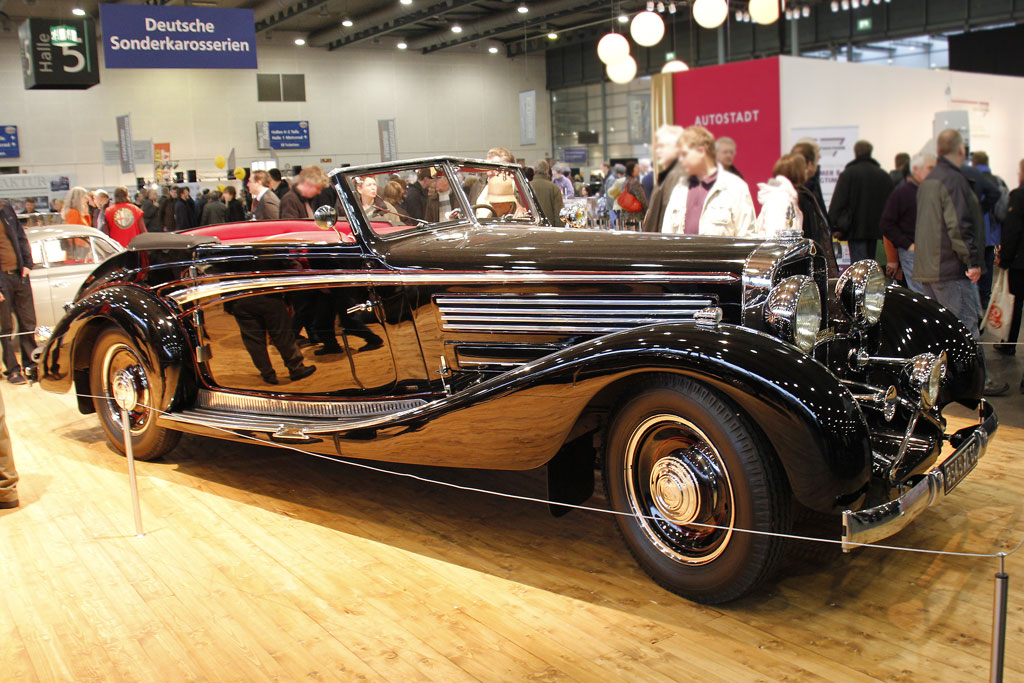
Maybach Zeppelin DS 8. Кузов кабріолет Spohn. 1937

Випускався у модифікаціях 8,0 V12 та 8,0 V12 Lang на шасі з різною колісною базою впродовж 1930–1940 років на заводі у Фрідріхсгафен. Кузови в основному виробляли компанії Erdmann & Rossi з Берліна і Spohn з Равенсбурга. Авто мало швидкісну коробку передач що складалась з 5-ступінчастої КП з важелем перемикання швидкостей на підлозі салону і додаткового перемикача з важелем на рульовій колонці. Механічне гальмо мало привід на всі колеса. Зчеплення однодискове мокре.
На шасі встановлювали кузови лімузин, пульман-лімузин, кабріолет. У 1931 автомобіль Bugatti Type 41 Royale коштував 100.300 марок, то Maybach Zeppelin DS 8 лише 33.200 марок.

### Технічні дані Maybach Zeppelin DS 8
|                    |                                                                       |
| Розміри            | Параметри                                                             |
| Роки випуску:      | 1930-1940                                                             |
| Колісна база :     | 3660-3735 мм                                                          |
| Довжина:           | 5370-5500 мм                                                          |
| Ширина             | 1845 мм                                                               |
| Висота             | 1800 мм                                                               |
| Виготовлено:       |                                                                       |
| Маса порожнього:   | 2800-3000 кг                                                          |
| Вантожопідємність: | 790-990 кг                                                            |
| Мотор              | 1×V12-легкосплавний, розвал блоків циліндрів 60°, 2 карбюратори Solex |
| Потужність мотору: | 200 к.с. при 3200 об/хв                                               |
| Об'єм мотору       | 7922 см³                                                              |
| Трансмісія :       | КП SG 5-7 -ступінчаста механічна з швидкісним перемикачем             |
| Швидкість :        | 160 км/год.                                                           |
| Витрата пального:  | 28 л на 100 км                                                        |
| Бензобак:          | 135 л                                                                 |